# 魯道夫二世 (哈布斯堡)
魯道夫二世（德語：Rudolf II.，卒于1232年），绰号善良的鲁道夫。鲁道夫是阿爾布雷希特三世的獨子，也是其哈布斯堡伯爵爵位的继承人。

## 事迹
1200年左右，鲁道夫被卷入了德意志王位之争。最初，他站在奥托四世一边，但后来叛逃到霍亨斯陶芬阵营，并与皇帝腓特烈二世私交甚密（1218年，皇帝将乌里帝国辖区的留置权交给了鲁道夫）。

## 家庭
魯道夫的妻子是斯陶芬的艾格尼絲（Agnes von Staufen），兩人共有2子2女：
1. 阿爾布雷希特（約1188年—1239年）
2. 魯道夫（德语：Rudolf III. (Habsburg)）（？年—1249年）
3. 格特魯德（？年—？年）
4. 海爾薇希（？年—1260年）